# Distretto di Svitto
Il distretto di Svitto (in tedesco Bezirk Schwyz) è un distretto del Canton Svitto, in Svizzera. Confina con i distretti di Einsiedeln a nord, di March a nord-est, di Gersau e di Küssnacht a ovest, con il Canton Zugo a nord, il Canton Glarona a est, il Canton Uri a sud, il Canton Nidvaldo a sud-ovest e il Canton Lucerna (distretto di Lucerna Campagna) a ovest. Il capoluogo è Svitto. Comprende una parte del lago dei Quattro Cantoni, del lago di Zugo e la totalità del lago di Lauerz.

## Comuni
Amministrativamente è diviso in 15 comuni:
- Alpthal
- Arth
- Illgau
- Ingenbohl
- Einsiedeln
- Lauerz
- Morschach
- Muotathal
- Oberiberg
- Riemenstalden
- Rothenthurm
- Sattel
- Steinen
- Steinerberg
- Svitto (Schwyz)
- Unteriberg

## Divisioni
- 1884: Iberg → Oberiberg, Unteriberg